# Outreau, l'autre vérité
Pour plus de détails, voir Fiche technique et Distribution.
Outreau, l'autre vérité est un documentaire français réalisé par Serge Garde, sorti en France le 6 mars 2013 et qui traite de l'affaire d'Outreau.

## Synopsis
Le documentaire Outreau, l'autre vérité est financé à 70 % par l'association Innocence en danger. Sous-titré Entre la défense et la vérité, il peut y avoir un fossé, ce film de Serge Garde revient sur l’épisode judiciaire d’Outreau, qui s'inscrit dans la préoccupation de l'auteur à l'égard des victimes de la pédophilie. Le film qui recueille des témoignages de plusieurs protagonistes de l'affaire — en excluant les avocats de la défense — vise à montrer qu'Outreau et ses dysfonctionnements sont d’abord une injustice faite aux enfants. Critiquant le rôle des médias, il se veut « un décryptage d’une manipulation de l’opinion publique » et suggère que l’affaire a fait l’objet d’une « instrumentalisation par le pouvoir politique dans le but de supprimer la fonction de juge d’instruction ». Il voudrait « inciter les acteurs de la justice et les journalistes à réfléchir sur les effets pervers de la médiatisation lorsqu’elle condamne les victimes au silence ». Le documentaire critique également le travail des avocats de la défense, leur nombre et l'influence qu'ils ont eue auprès des médias. Ce film, qui inclut le point de vue des victimes, tient son titre du fait que si la vérité judiciaire s'applique aux adultes acquittés, elle se doit aussi d'être appliquée aux enfants qui ont été reconnus par la justice victimes de viols, abus sexuels et proxénétisme. L'expression « Autre vérité » marque ce double aspect[source insuffisante], Serge Garde se gardant bien de se prononcer sur l'innocence ou la culpabilité des personnes acquittées, contrairement à d'autres qui affirment la culpabilité.
Le film contient notamment des entretiens avec l'expert judiciaire Marie-Christine Gryson-Dejehansart, dont le travail d'expertise a été mis en cause lors du procès en appel de 2005, et auteur en 2009 du livre Outreau, la vérité abusée, 12 enfants reconnus victimes (mentionné dans le générique du film, au côté du livre de Serge Garde et Chérif Delay Je suis debout). Maintenant sa position, celle-ci critique à son tour le rôle des avocats de la défense, et met en avant la faiblesse des enfants devant témoigner. Le film interviewe également le juge Fabrice Burgaud, qualifié dans la bande-annonce de « bouc émissaire », l'ancien membre du Conseil constitutionnel Pierre Joxe, l'ancien magistrat Michel Gasteau, qui revient sur le renversement des rôles survenu lors du premier procès d'Outreau à Saint-Omer — les enfants, victimes, sont dans le box des accusés, et les accusés mis dans le public, pour une question de place —, l'avocate de Myriam Badaoui, Pascale Pouille Deldicque, qui affirme que ses confrères de la défense ont « par leurs effets de manches, déstabilisé les enfants », et le journaliste du Point Jean-Michel Décugis, qui « explique comment le pouvoir politique se serait servi de l'affaire d'Outreau pour essayer de remettre en cause la légitimité du juge d'instruction, jugé trop indépendant dans certaines affaires politico-financières sensibles ».

## Accueil
Le film soulève les critiques des chroniqueurs et critiques de films.
Pour La Croix, qui titre « « Outreau, l’autre vérité » veut refaire l’histoire », la confrontation des points de vue est absente, « la plupart des personnes filmées par Serge Garde ont vu leurs compétences professionnelles mises à mal par le fiasco judiciaire – Fabrice Burgaud au premier chef – ou sont totalement étrangères à l’affaire ». Pour le journal Le Figaro, et sous la plume de Stéphane Durand-Souffland co-auteur de La Bête noire avec l'avocat de la défense Dupond-Moretti, le film relèverait de la « théorie du complot » et Serge Garde procéderait par postulats « sur la base des charges telles qu'on les considérait en 2003 » et multiplierait les erreurs factuelles, véhiculant « une croyance ». L'article souligne qu'aucun des témoins n'a suivi l'intégralité des procès de 2004 et 2005, pas plus que les magistrats qui critiquent le procès dans le film, et que Serge Garde lui-même n'y a pas non plus assisté.
Pour L'Obs, le film est « Habilement réalisé de manière à éviter tout procès pour diffamation ». Pour Positif, « on ne sait pas trop ce qu'on voit ; on comprend juste que c'est gluant et que ça pue ». Télérama note que « le film dérange assurément » ce qui rejoint l'avis du journal Le Monde : « Disons-le d'emblée, voici un film qui met mal à l'aise. » Si l'article note que la mise en scène de Serge Garde « se rapproche davantage du dossier télévisuel à sensation que d'un documentaire digne de ce nom », il reconnaît qu'il crée quand même le doute dans l'esprit du spectateur, en utilisant des témoignages « concordants » et faisant preuve de force de conviction. En conclusion, Jacques Mandelbaum refuse de prendre parti sur la thèse défendue par l'auteur, précisant que c'est aux vrais spécialistes du dossier de s'en charger.
L'une des acquittées, Karine Duchochois, affirme avoir « reçu ce film comme une agression, comme une nouvelle façon de dire que les acquittés ne sont pas si innocents que ça ». Elle rappelle que pour le documentaire qu'elle-même avait réalisé pour l'émission Zone interdite, « une des enfants a témoigné, elle a déclaré ne pas avoir été violée, qu’elle a fini par dire oui à tout ce que les policiers lui disaient car elle en avait marre. Et elle a été reconnue vierge. ». Éric Dupond-Moretti, avocat d'une des accusées de l'affaire d'Outreau, juge le film « poisseux » et « visqueux », accusant notamment le réalisateur de n'avoir rencontré ni les accusés, ni leurs avocats. Pour Me Dupond-Moretti, « Il y a toujours un doute pour les gens qui voient le complot partout, il y a toujours des gens qui pensent que les tours du World Trade Center ne se sont pas effondrées. Ce film est d’une absolue malhonnêteté […] Dans ce film partial s’engouffre le juge Burgaud, qui vient se faire réhabiliter à peu de frais ».
André Vallini, qui a dirigé la Commission d'enquête parlementaire, affirme que ce film est réussi sur la forme, mais très dérangeant sur le fond. « Ce film insinue le doute sur les jugements des cours d'assise de Saint Omer et de Paris ». 
Les participants au film critiquent à leur tour les critiques qui lui sont faites. Le producteur, Bernard de la Villardière, défend le long-métrage dans l'émission Les Grandes Gueules sur RMC. L'experte Marie-Christine Gryson-Dejehansart affirme que les critiques constituent « un cas d'école qui va nous permettre un intéressant décryptage de la manipulation de l'opinion via une désinformation savamment orchestrée ». Le journaliste du Point Jean-Michel Décugis, citant sa propre participation, estime que « la thèse du film est explosive », que « l'accusation tenait » et que « le jeune juge d'instruction Burgaud a été la victime désignée d'une fumeuse stratégie du pouvoir politique visant à supprimer sa fonction ».
Visionné pendant des années sur le site de Dailymotion, le film réalisé par Serge Garde fait de nouveau parler de lui avec la diffusion de la série de France TV, L’affaire d'Outreau, en janvier 2023.